# Otok Prvić
Otok Prvić är en ö i Kroatien.   Den ligger i länet Šibenik-Knins län, i den södra delen av landet, 230 km söder om huvudstaden Zagreb. Arean är 2,4 kvadratkilometer.
Terrängen på Otok Prvić är platt. Öns högsta punkt är 57 meter över havet. Den sträcker sig 2,8 kilometer i nord-sydlig riktning, och 2,2 kilometer i öst-västlig riktning.
Följande samhällen finns på Otok Prvić:
- Prvić Luka